# Lu You
Lu You (født 1125 i Shaoxing, død 1210 i Shaoxing) var en kinesisk digter og embedsmand. Han regnes som en af de vigtigste og mest produktive digtere i det sydlige Song-dynasti (1127–1279) med et forfatterskab på næsten 10.000 digte og flere prosastykker. Hans navn er også skrevet som Lu Yu (Wade-Giles), Lu Fangweng eller Lu Wuguan. Som poet vandt Lu You ry for den enkle og direkte stil med sans for detaljer, som præger hans digte. Derved adskilte digtene sig fra den dominerende Chiang si-skole i samtiden, som stod for en poesi, som var ophøjet og alluderende.
Lu You blev født omtrent på samme tid, som jurchen-invasionen i det nordlige Song fandt sted, og for eftertiden er det ikke mindst de patriotiske digte, han er mest berømmet for. Den stærke nationalfølelse og revanchisme, som han stod for, førte samtidig til, at han ikke formåede at gøre karriere i det kinesiske embedsværk. Efter at være blevet vraget flere gange, trak han sig til sidst skuffet og desillusioneret tilbage til sin hjemegn.

## Liv og gerning

### Tidlige år
Lu You blev født ind i en embedsslægt med lange rødder i Shaoxing. Faderen forestod selv hans opdragelse, og selv udmærkede han sig allerede tidligt: Blot 12 år gammel blev han beæret med teng shi leng-graden som følge af sine evner indenfor poesi og prosa, en hædersbevisning som blev regnet som en stor ære for en fremtidig embedsmand. I 1127 havde jurchenerne angrebet Song-hovedstaden Kaifeng og underkuede Jin-dynastiet. Kejserhoffet måtte derfor flygte sydover, og gjorde Hangzhou (Lin'an) til ny hovedstad. Den patriotiske fader "...hamrede lige fra barnsben af ind i ham en fanatisk protestholdning til alle de kræfter i samtiden, som hellere end stadig ufred foretrak status quo i den vanskelige situation, som landet befandt sig i efter nederlaget i nord", og denne stærke patriotisme kom til at sætte sine spor i både hans embedskarriere og hans digtervirksomhed.

### Første ægteskab og karriere
Lu You voksede op sammen med sin kusine Tang Wan. Begge var interesserede i poesi, og som voksne blev de gift med hinanden. Men hans moder tvang han til at lade sig skille fra Tang Wan, fordi hun fandt, at hustruen ikke var lydig nok mod sønnen, og fordi hun frygtede, at den fælles lidenskab, som ægtefællerne havde for poesi, ville føre til, at Lu You forsømte forberedelserne til eksamen. Mange år senere, da Lu You var blevet 30 år gammel, mødte han atter Tang Wan i en have som tilhørte en ven af familien. Tang Wan skal ifølge overleveringen have set ham på afstand, og som de var på vej bort fra staden, sendte den nye ægtefælle hende vin og frugt til Lu You. Han drak vinen, og i en sørgende stemning skrev han et digt på væggen omkring haven som endnu er kendt i Kina. Senere skal Tang Wan have set digtet og skrevet sit ejet digt om deres tabte kærlighed.
Lu You klarede den kejserlige embedseksamen i Hungzhou, men statsministeren Ch'in Kuei brød sig ikke om Lu You og forhindrede han i at få embede i staten.
Først i 1160, efter at statsministeren var død, kaldte kejseren Lu You til tjeneste ved at udnævne ham til vicekommissær i Appelretten og arkivar i Geheimerådet. Det radikale politiske syn, som Lu You havde på invasionen i nord, skabte imidlertid senere nye problemer for ham. Seks år senere blev han afsat og kom først ind i varmen igen i 1170. De næste 20 år havde han en række mindre stillinger i provinsen, men forblev ikke særligt længe i nogen af dem. Han skal have været anklaget med falske beskyldninger om drukkenskab og dårlig arbejdsmoral og blev afskediget på gråt papir hele fire gange.

### Senere år
I midten af 60-erne trak en skuffet Lu You sig tilbage til hjembyen, deprimeret over statens politik i forhold til invasionerne i nord og manglende fremgang i sin egen embedskarriere. Resten af livet levede han i fattigdom, og til tider havde han det så småt, at der kun var nogle boller med ris, som han fik fra en gavmild præst i nabolaget, som holdt liv i han. Samtidig skulle disse år i fattige kår i alderdommen blive de mest produktive år, som Lu You havde som digter. Det rolige liv i hjemegnen gav ham mulighed for at observere scener fra dagliglivet og nedfælde disse i hans digtning. Ifølge Arne Dørumsgaard plejede han at vandre omkring i distriktet, mens han deklamerede digte, plukkede blomster i vejkanten og besøgte en lokal kro. Den stærke patriotisme fastholdt han i sit sind gennem hele livet, og da han var 81 år gammel, overvejede han endda at lade sig hverve som soldat i krigen mod Jin-dynastiet, som var i gang på daværende tidspunkt.

### Død
Lu You døde i sit 85. leveår i 1210, omgivet af slægt og venner, mens landsbyboerne vågede over stadens store søn. Lu You fik også tid til at skrive nogle sidste digte, før han døde, og i det allersidste digt, han skrev, før han udåndede, kom den ubændige kærlighed, som han nærede for fædrelandet tydeligt til udtryk. De tre sidste linjer i digtet lyder:
"Når kejserens hær vinder landet i nord tilbage:

glem ikke da i ofringens stund ved fædrenes alter

at lade din bekymrede fader få at vide, at Kina atter er et".

## Digtning

### Overlevering
Få af de digte, som Lu You skrev i ungdomsårene, har overlevet frem til i dag: Lu You lod dem brænde, fordi han var skuffet over det, han mente var statens fejhed efter nederlaget i nord. Alle digte, som han skrev fra han var 32 år gammel, er derimod samlede i 85 band under titlen De poetiske skrifter af Chien-nan, som fremkom allerede 13 år efter hans død. Samlingen indeholdt omkring 10.000 digte, de fleste skrevet i Shi-stilen, den almindeligste verseform i klassisk kinesisk litteratur.
Lu You havde for vane altid at datere sine digte, og derfor ordnede hans sønner hans digte kronologisk, således at man kan følge digteren og samtiden, han levede i, uge for uge, og i senere år også dag for dag. Hans prosalitteratur er samlet i næsten lige så mange bind og vidner ifølge Dørumsgaard om "en litterær udfoldelse uden sidestykke i kinesisk åndsliv indtil da".

### Form
Lu You fremstår ikke som nogen stor fornyer af shi-poesien teknisk set, men han mestrede sideformerne og hele prosodien i genren til fulde. Han skrev mange digte i den gamle ku-t'i-stilen, en stil som ser bort fra de tonale sider i sproget og syntaktisk parallelisme mellem kupletter.
Han var også glad for lü-chi-formen, som er et vers på otte linjer, som netop udnytter parallelismer såvel som paralleller mellem enkeltord. På samme måde udnyttede han gerne kortverset Chüeh Chü, som er på fire linjer og har et utal af restriktioner. Dørumsgaard skriver, at hans poetiske evner var så veludviklede, at selv digtformer med strenge formelle krav ender med et udtryk, som virker naturligt og spontant.

### Perioder og motiv
I det store og hele kan forfatterskabet dels i tre forskellige perioder. Den første periode fra ungdomsårene er som nævnt dårligt dokumenterede. Denne var stærkt påvirket af Chiang-si-skolen og lagde først og fremmest vægt på et smidigt og elegant udtryk uden nogen dybere mening knyttet til digtet. I den mellemste periode skrev Lu You digte med et langt mere robust og kraftigt udtryk. Den tredje periode med poesi fra alderdommen må regnes som den vigtigste poesi han skrev og har en mere personlig, afklaret og rolig tone.
Også i motivkredsen kan man tale om en tredeling af forfatterskabet. Den sentimentale side af hans personlighed fandt sit udtryk i kærlighedsdigte, den heroiske i hans patriotiske poesi og den lyriske i alt det, som han skrev om dagliglivet og naturen. Alligevel er det kærligheden til fædrelandet, som ifølge Dørumsgaard er det centrale grundtræk i Lu Yous poesi.

## Eftermæle
I kinesisk litteraturhistorie bliver Lu You regnet som en af de fire store digtere i det sydlige Song. Tai Fu-ku, En yngre digterkollega, stod for en af de første vurderinger af hans digtervirksomhed og gav ham følgende vurdering:
"Han skaper det enkle og jævne om til sublime strofer –

får undere ud af de alleralmindeligste ord"

Den glødende nationalfølelse i de digte, Lu You skrev, fik stor betydning gennem de følgende hundrede år, da kineserne led ydmygende nederlag over for både mongolske og manchuriske invasionshære. Disse begivenheder medvirkede til at sikre hans senere berømmelse som en patriotisk poet i Kina, selv om de "svigefulde barbarer" Lu You ønskede at fordrive fra Kina selv kom til at være blandt dem som værdsatte hans poesi. En af Qing-kejserne hyldede ham således flere hundrede år senere med disse ord:
Lu Yu's dybeste følelser gjaldt land og Kejser; dette fandt udtryk i hans digtning. Hans interesser favnede vidt. Han skrev om alt – stort som småt: fiskerens båd, stien ved tømmerhuggerens hytte, en bolle med te, duften fra røgelseskar, smukt som regnfuldt vejr; bjerge, grene og græs-strå: af alt blev han inspireret. Tu Fu gjorde netop det samme. Ti tusinde digte er tillagt Lu Yu. Som dybe dale og høje bjerge rummer de næsten utallige ting. At skille det gode fra det som er dårlige, kan vi ikke. Hvad bør vi gøre? Studere det gode og lægge det svage tilside. Hans bedste digt kan måles med dem af Tu Fu, Li Po, Han Yu, Po Chü-i og Su Shih.
I det moderne Kina har Lu You været en meget læst digter, først og fremmest grundet den patriotiske poesi, han skrev. Kineserne regner ham tillige som den første digter siden det 3. århundrede som omtaler krigerhvervet i positive vendinger.
På norsk er Lu You blevet oversat af Arne Dørumsgaard i andet bind, del 1 av bogværket Viften av perlemor, som indeholder digte fra klassisk kinesisk poesi fra tidsrummet 1127-1279.